# Live in Paris and Toronto
Live in Paris and Toronto é um álbum duplo da cantora e compositora canadense Loreena McKennitt, lançado em 1999.
Foi gravado ao vivo durante a turnê mundial de The Book of Secrets, em 1998, na qual McKennitt passou três meses entre a Europa e a América do Norte.
O álbum é dedicado ao noivo de McKennitt que faleceu no mesmo ano vítima de um acidente de barco. Os lucros provenientes da venda foram doados para o Cook-Rees Memorial Fund For Water Search And Safety (uma instituição dedicada à promoção da segurança na água).

## Faixas

### Disco 1
1. "Prologue" 5:00 (Loreena McKennitt)
2. "The Mummers' dance" 3:54 (Loreena McKennitt)
3. "Skellig" 5:24 (Loreena McKennitt)
4. "Marco Polo" 4:35 (Loreena McKennitt)
5. "The highwayman" 9:19 (Loreena McKennitt / Alfred Noyes)
6. "La serenissima" 5:59 (Loreena McKennitt)
7. "NIght ride across the Caucasus" 6:22(Loreena McKennitt)
8. "Dante's prayer" 5:25 (Loreena McKennitt)

### Disco 2
1. "The mystic's dream" 6:29 (Loreena McKennitt)
2. "Santiago" 5:32(Tradicional)
3. "Bonny Portmore" 3:50 (Tradicional)
4. "Between the shadows" 4:18 (Loreena McKennitt)
5. "The lady of Shalott" 9:05 (Loreena Mckennitt / Alfred Tennyson)
6. "The bonny swans" 6:33 (Tradicional / Loreena McKennitt)
7. "The old ways" 5:03 (Loreena McKennitt)
8. "All souls night" 4:13 (Loreena McKennitt)
9. "Cymbeline" 6:27 (Loreena McKennitt / William Shakespeare)

## Desempenho nas paradas

### Álbum
| Paradas (1999)         | Melhor posição. |
| ---------------------- | --------------- |
| Top World Music Albums | 3               |